# Прерийный лесной певун
Прери́йный лесно́й певу́н (лат. Setophaga discolor) — вид птиц семейства древесницевых.

## Описание
Верх оперения оливково-зелёного цвета с чёрными полосами по бокам и с v-образными или полукруглыми чёрными полосками ниже глаз и по глазам. Хвостовые перья черноватые, а оперение низа жёлтого цвета.

## Распространение
Птицы распространены на востоке Северной Америки, мигрируя зимой в том числе во Флориду и Центральную Америку. Они населяют мангры, открытые лесистые области и сады.

## Паразиты
Гнездовой паразит буроголовый коровий трупиал откладывает свои яйца в гнездо этого вида.